# Kanton Lohra
Der Kanton Lohra war eine Verwaltungseinheit im Distrikt Marburg des Departement der Werra im napoleonischen Königreich Westphalen. Sitz der Kantonalverwaltung war Lohra im heutigen Landkreis Marburg-Biedenkopf. Der Kanton umfasste 24 Dörfer und Weiler, war bewohnt von 3.869 Einwohnern und hatte eine Fläche von 1,99 Quadratmeilen.
Zum Kanton gehörten die Ortschaften:
- Lohra mit Damm,
- Allna,
- Altenvers mit Reimershausen und Rollshausen,
- Fronhausen,
- Kehna mit Willershausen und Nanzhausen,
- Kirchvers mit Weiboldshausen,
- Niederwalgern mit Stättebach,
- Niederweimar
- Oberwalgern mit Steinfurtsmühle und Holzhausen,
- Oberweimar mit Germershausen,
- Rodenhausen mit Seelbach,
- Roth,
- Wenkbach mit Argenstein.